# Hynčík II. Bruntálský z Vrbna
Hynčík II. Bruntálský z Vrbna († 1445) byl slezský šlechtic a vůdce protihusitských vojsk z rodu Bruntálských z Vrbna.
Byl synem Hynčíka I. Je považován za zakladatele rodové moci Bruntálských z Vrbna, byl pánem na Hlučíně a na Dívčím. Zemřel roku 1445.